# Thibault Guernalec
Thibault Guernalec (Châteaulin, 31 de julio de 1997) es un ciclista profesional francés. Desde agosto de 2018 corre para el equipo profesional francés Arkéa-B&B Hotels de categoría UCI WorldTeam.

## Palmarés
2019
- Campeonato de Francia Contrarreloj sub-23

2024
- 3.º en el Campeonato de Francia Contrarreloj

## Resultados en Grandes Vueltas y Campeonatos del Mundo
| Carrera              | Carrera              | 2018 | 2019 | 2020 | 2021 | 2022 | 2023 | 2024  |
| -------------------- | -------------------- | ---- | ---- | ---- | ---- | ---- | ---- | ----- |
|                      | Giro de Italia       | —    | —    | —    | —    | ―    | 90.º | ―     |
|                      | Tour de Francia      | —    | —    | —    | ―    | ―    | —    | —     |
|                      | Vuelta a España      | —    | —    | ―    | ―    | Ab.  | —    | 132.º |
| Mundial Contrarreloj | Mundial Contrarreloj | —    | —    | —    | ―    | ―    | —    | 21.º  |

—: no participa

Ab.: abandono

## Equipos
- Fortuneo-Oscaro (stagiaire) (2017)[3]
- Fortuneo/Arkéa (2018-)
  - Fortuneo-Samsic (2018)[3]
  - Arkéa Samsic (2019-2023)
  - Arkéa-B&B Hotels (2024-)